# Brennan Clost
Brennan Clost (* 20. Oktober 1994 in Burlington, Ontario) ist ein kanadischer Schauspieler und Tänzer, der unter anderem für seine Rolle als Daniel in der kanadischen Fernsehserie The Next Step bekannt ist.

## Leben
In jungen Jahren wurde Clost von Mitschülern gemobbt, die ihn mit Schneebällen bewarfen oder ihn beleidigten. Clost besuchte verschiedene Tanzstudios im Süden Ontarios, unter anderem die Canada’s National Ballet School und das Springboard Danse Montreal. Ursprünglich wollte er Medizin an der Universität studieren, doch sein Tanzlehrer empfahl ihm für die Juilliard School vorzusprechen.
Im März 2012 sprach er vor und wurde mit einem Stipendium in die Juilliard School aufgenommen. Damit war er einer von zwei männlichen kanadischen Tänzern, die in den Kurs aufgenommen wurden. Im Jahr 2016 schloss er sein Studium ab. Durch das Tanzen hat sich Clost den Knöchel verletzt, hatte eine Achillessehnenentzündung und „schwere Handgelenk- und Schulter-Probleme“.
Brennan sagte in einem TikTok-Video, dass er sich als „pan(sexuell)“ identifiziert.

## Karriere
Clost begann im Alter von sieben Jahren mit dem Tanzen. Zu seinen Auszeichnungen zählt unter anderem die Silbermedaille in der Kategorie „Junior Solist“ der International Dance Organization in Deutschland (2008). 2012 gab er sein professionelles Schauspieldebüt in einer Fernsehwerbung für Gillette. Im selben Jahr wurde er für die Fernsehserie The Next Step in der Rolle des Daniel besetzt. 2015 legt er eine Pause in der Serie ein, um sich auf den Abschluss seines Studiums an der Juilliard zu konzentrieren. 2017 kehrte er zur Serie zurück.
Im Jahr 2019 wurde er in der Tanzdrama-Serie Dein letztes Solo von Netflix als Shane besetzt, die im Dezember 2020 Premiere hatte.

## Filmografie

### Filme
- 2007: King of the Camp
- 2013: The Swing of Things (Kurzfilm)
- 2014: An American Girl: Isabelle Dances Into the Spotlight
- 2016: Country Crush
- 2017: Arthur and Annie (Fernsehfilm)
- 2020: Machine (Kurzfilm)
- 2025: Fear Street: Prom Queen

### Serien
- 2012: Degrassi: The Next Generation (1 Episode als Tänzer)
- 2013–2015, 2017: The Next Step
- 2016: Graped (Miniserie)
- 2017: Spiral
- 2019: Creeped Out (1 Episode)
- 2020: Australiannaire$
- 2020: Dein letztes Solo